# 마야판 연맹
마야판 연맹(유카텍 마야어:  )은 고전후 시대 메소아메리카 유카탄반도에 존재하던 마야계 국가들의 연맹이다. 연맹의 주요 구성국은 이차, 투툴시우, 마야판 및 우스말이었다. 1441년 이후부터 점차 해체되기 시작하여 1461년경 16개의 쿠치카발(군장국)들로 분열되며 완전히 해체되었다.

## 같이 보기
- 마야 문명